# Bridge (Piercing)
Das Bridge-Piercing ist ein Piercing am oberen Ende des Nasenrückens und sitzt waagerecht in der Hautfalte über dem Nasenbein zwischen den Augen.
Die Platzierung dieses Piercings ist nicht immer leicht, da die Lage sehr auf das Gesicht abgestimmt werden muss, um nicht schief oder krumm zu wirken. Die zu piercende Stelle muss so gewählt sein, dass das Sichtfeld nicht eingeschränkt wird. Zum Einsatz sollte ein Curved Barbell verwendet werden, da dieser durch seine gebogene Form das Risiko des Herauswachsens minimiert.

## Weblinks

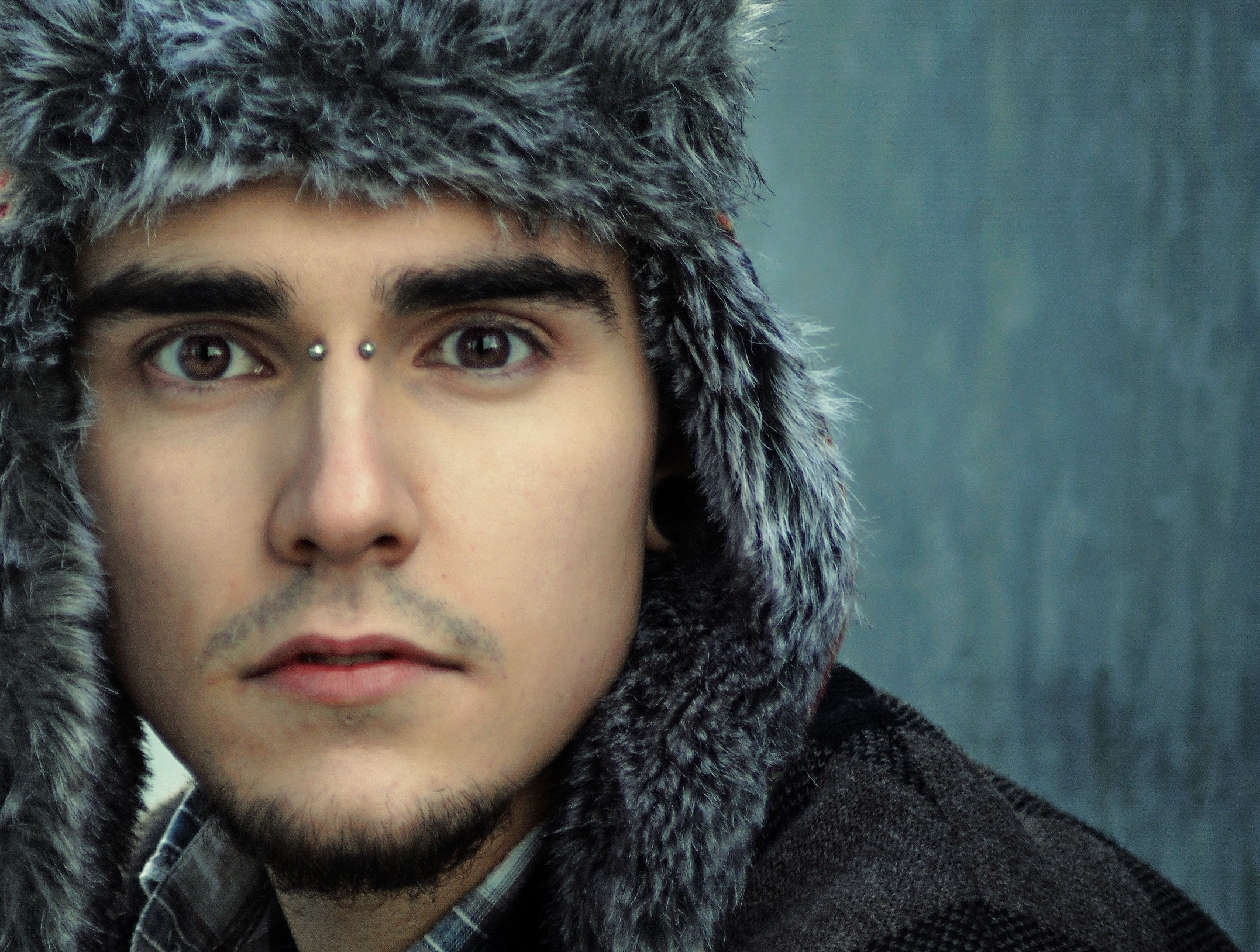
Bridge-Piercing